# Zoete Ermgaard

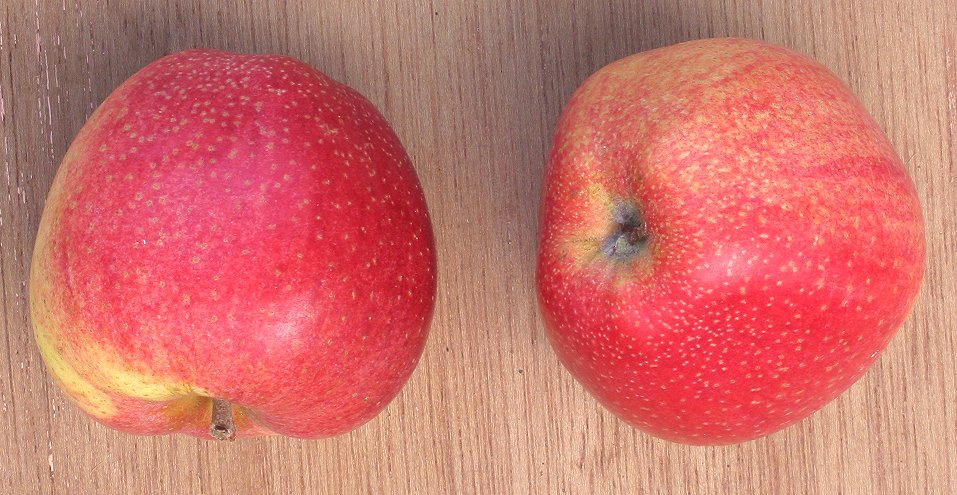
'Zoete Ermgaard'

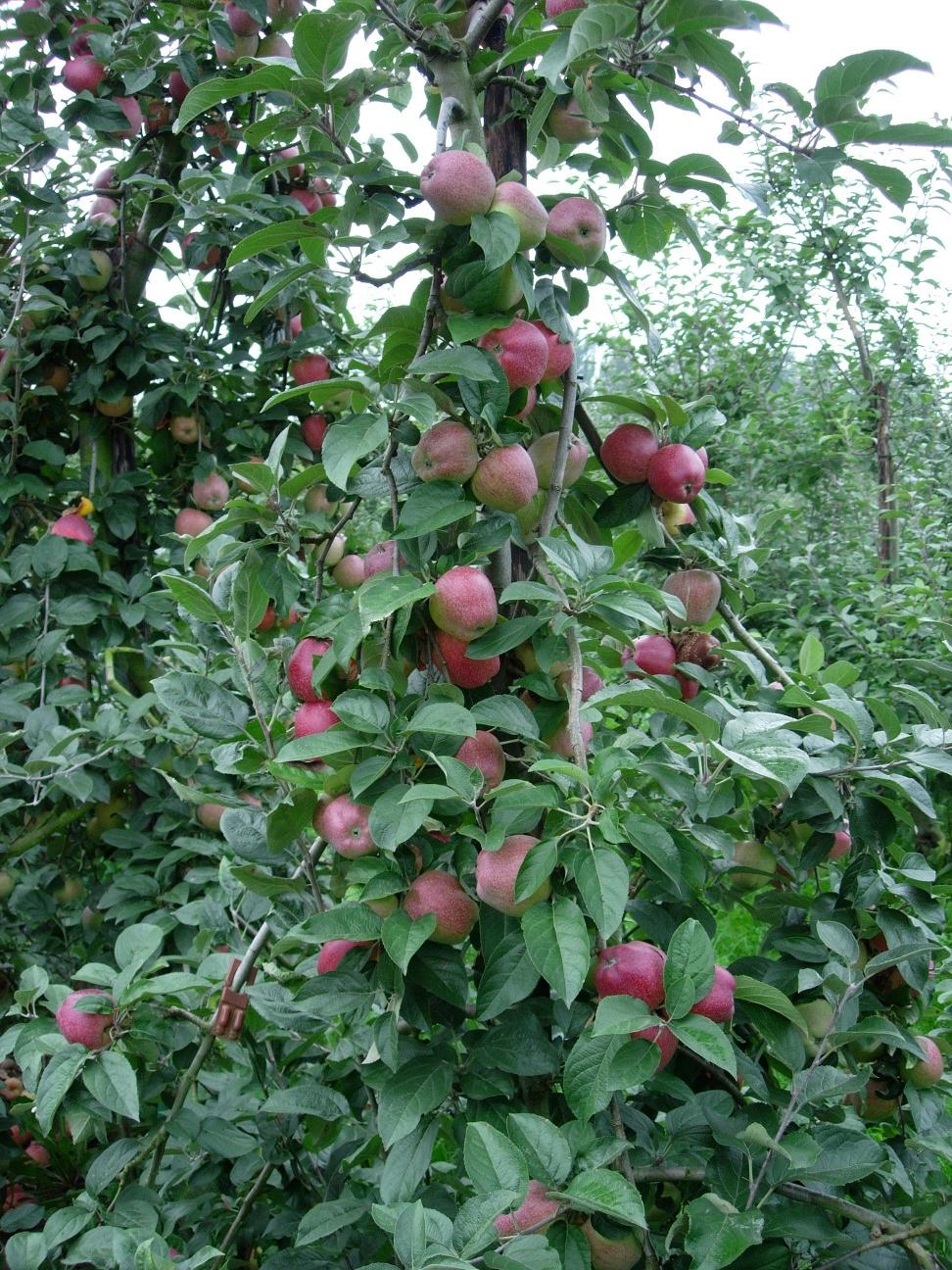
Ermgaard aan de boom

Zoete Ermgaard of Armgaard is een zoet appelras dat in 1864 voor het eerst werd beschreven. Het ras is waarschijnlijk van Nederlandse herkomst en is een tijdlang het belangrijkste zoete appelras geweest. Vooral in Noord- en Zuid-Holland stonden veel hoogstambomen van dit ras.

De appel is vrij klein en lichtrood met rode strepen op een gele ondergrond.
Zoete Ermgaard is zowel geschikt voor stoof- als handappel en is tot half april goed bewaarbaar.
Het ras bloeit laat en kan bestoven worden door Bloemeezoet, Brabantse Bellefleur, Sterappel of Zoete Kroon.
De productiviteit is slecht en het ras is laat vruchtbaar en ook nog beurtjaargevoelig.
De appels worden in de eerste helft van oktober geplukt en zijn eetrijp vanaf half november. De appels zitten erg vast aan de boom en blijven bij niet plukken lang hangen. De kwaliteit is goed tot zeer goed en het vruchtvlees is wit en weinig sappig.

## Ziekten
Zoete Ermgaard is weinig vatbaar voor ziekten en alleen gevoelig voor spint.